# Schneidetisch

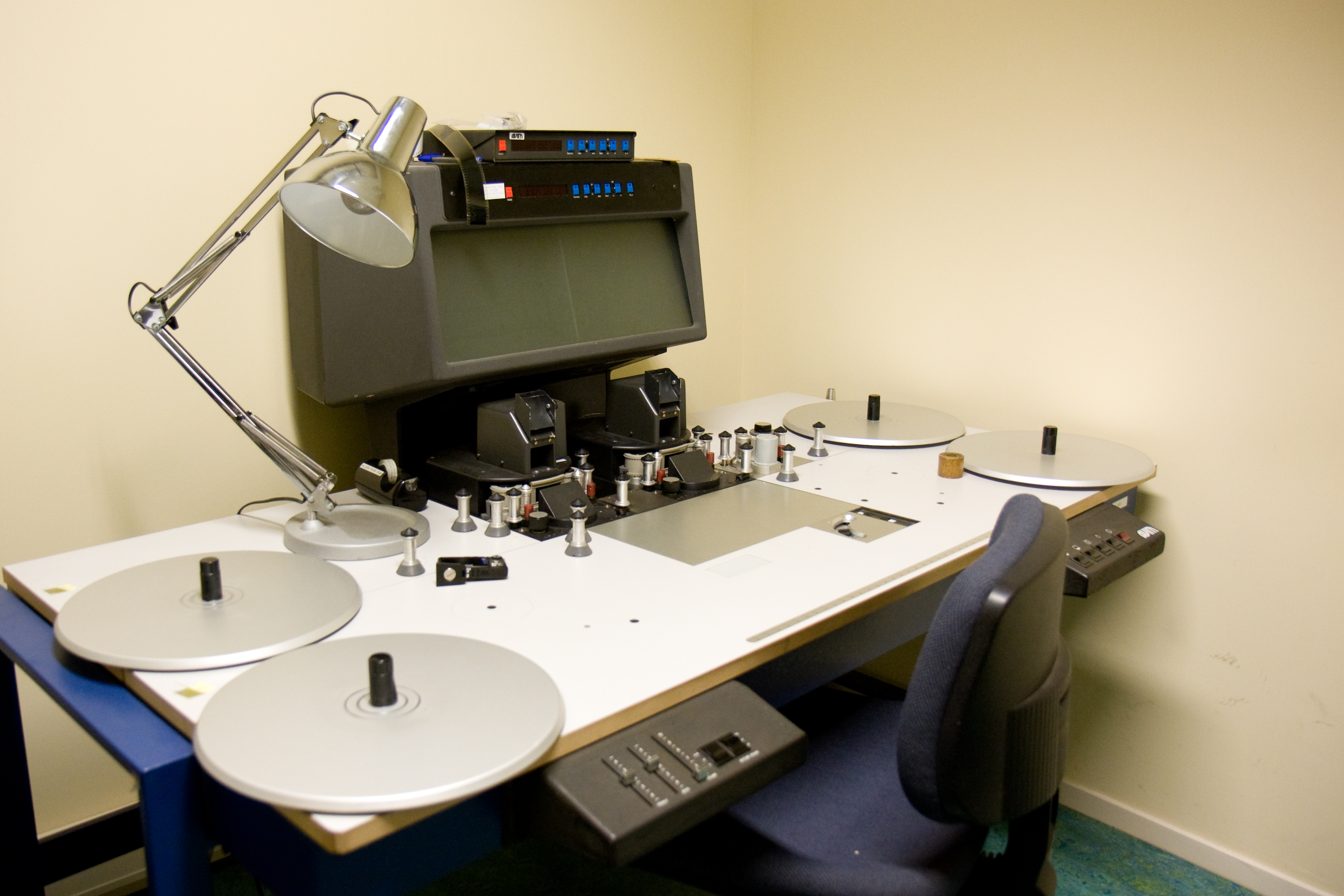
Film-Schneidetisch

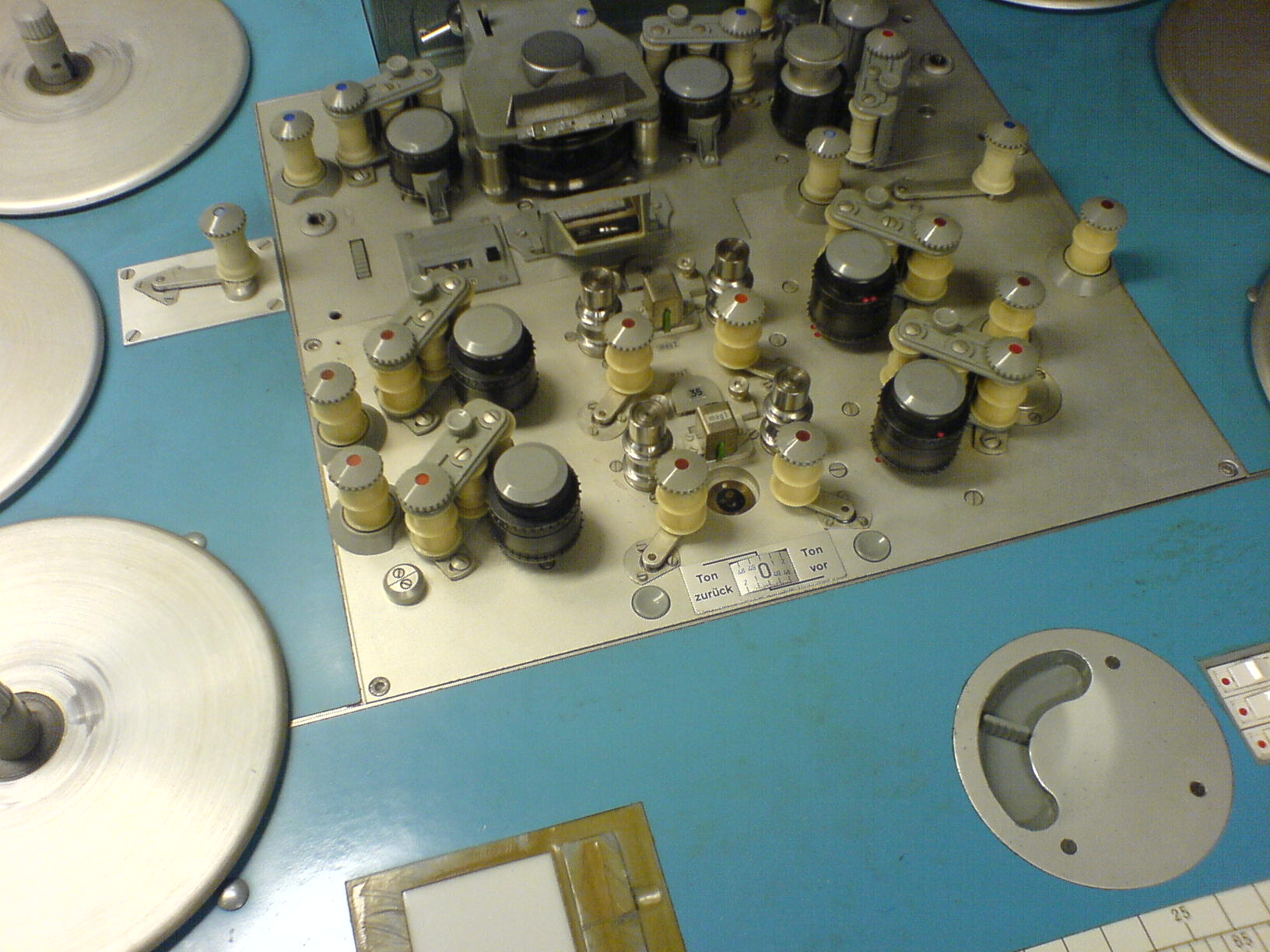
Schneidetisch Steenbeck 6000

Der Schneidetisch war früher Arbeitsplatz und Werkzeug des Filmeditors oder Schnittmeisters bei der Montage eines Filmes. Durch den Siegeszug der Digitalen Medien zum Beginn des 21. Jahrhunderts ist der klassische Filmschneidetisch aus den modernen Produktionsabläufen völlig verschwunden, kommt aber in Archiven noch zum Einsatz. Das verwandte Wort Schnittplatz wird weiter benutzt, nun in Bezug auf die Computer-gestützten Arbeitsplätze des modernen Editors.

## Aufbau
Ein Schneidetisch besteht aus:
- Filmantrieb, Lampe, Kondensor, Optik und Bildschirm;
- einem Unterbau mit einer glatten sauberen Arbeitsplatte; darauf
- mindestens 2, meist 4 oder mehr durch Motoren angetriebene Teller, auf denen der Film und/oder der Magnetfilm liegen;
- Zahn- und Umlenkrollen, die das Material führen,
- Magnettonköpfen mitsamt Verstärker-Mischpult und Lautsprecher und einem
- (Oft) Differentialgetriebe für wenigstens eine Tonbahn.

Der Film wird im Vorwärtslauf von links nach rechts über den Schneidetisch geführt und im Gegensatz zu einem Filmprojektor kontinuierlich bewegt. Um das sich ständig bewegende Filmbild stillstehend auf die Mattscheibe zu projizieren, rotiert ein Kronen-Prisma im Filmantrieb mit der doppelten Tangentialgeschwindigkeit des Filmes mit. Die durch die mehrfache Spiegelung in verschiedenen Winkeln entstehende leichte Verzerrung der Bilder wird wettgemacht durch den geringeren Verschleiß der Filmstreifen sowie die Möglichkeit, sie mit bis zu zehnfacher Geschwindigkeit anzuschauen.
Je nach Ausstattung des Schneidetisches können bis zu drei Bild- oder drei Tonstreifen synchron abgespielt werden. Schneidetische gibt es für 70-mm-, 35-mm-, 16-mm- und Super-8-Film.
Dank des „Differentials“ ist Synchronität von Bild und Ton leicht zu finden, auch wenn Synchronmarken fehlen, Pilottonverfahren oder quarzgeregelte Motoren von Kamera und Tongerät vorausgesetzt. Eine Tonbahn kann gegenüber dem Bild langsamer oder schneller laufen gelassen werden, bis man lippen- oder punktsynchronen Eindruck hat. Ist dieser Zustand erreicht, fährt man Bild und Ton parallel an eine praktische Stelle und setzt auf jeden Streifen eine Marke. Meistens bekommt das erste Bild ein Diagonalkreuz und der Ton einen (Doppel-)Querstrich. Daneben werden die relevanten Nummern geschrieben, zum Beispiel 15-2 für Einstellung 15, zweite Aufnahme.

## Marken
Horizontale Schneidetische wurden in Deutschland von den Firmen Klangfilm-TOBIS, Berlin (1930), Lytax, Freiburg im Breisgau, Steenbeck, Hamburg (1953), Keller-Elektronik-Mechanik, Hamburg, Pentacon, Dresden, Schmid, Straubing, und Arnold & Richter, München, gebaut.
Nach demselben Prinzip funktionieren auch die Fabrikate Prévost, Milano, De Oude Delft (Niederlande), Atlas und Moritone (Frankreich). In der Schweiz gab es einzelne Schneidetische für 35-mm-Film aus einer Rümlanger Manufaktur, vermutlich aus dem Umfeld des Produzenten Walter Kägi. Auf die Produktion von S8-Schneidetischen hatte sich RFT aus 's-Hertogenbosch (Niederlande) spezialisiert.
In Amerika war stattdessen die Moviola in Gebrauch, die den Film vertikal führt und mit einer Schaltrolle ausgestattet ist. Erst um 1970 kam der europäische Schneidetisch auch in Amerika in Gebrauch, zum Beispiel auch die Showcron. Ab 1990 wurden die mechanischen Schneideapparaturen zunehmend von digitalen Systemen und Videoschnittprogrammen verdrängt und sind inzwischen weltweit kaum noch in Gebrauch.